# Rivière Nicolet
Pour les articles homonymes, voir Nicolet (homonymie).
La rivière Nicolet est un affluent du fleuve Saint-Laurent au Québec sur sa rive sud. Elle se jette plus précisément au lac Saint-Pierre. Elle est nommée en l'honneur du pionnier Jean Nicolet.
Elle a plusieurs confluents dont la rivière Bulstrode et la rivière Nicolet Sud-Ouest. Son bassin hydrographique passe principalement dans la région Centre-du-Québec quoique la rivière Nicolet Sud-Ouest prend sa source en Estrie. La ville de Nicolet est située près de son embouchure dans le Lac Saint-Pierre lequel est traversé vers le nord-ouest par le fleuve Saint-Laurent.

## Toponymie

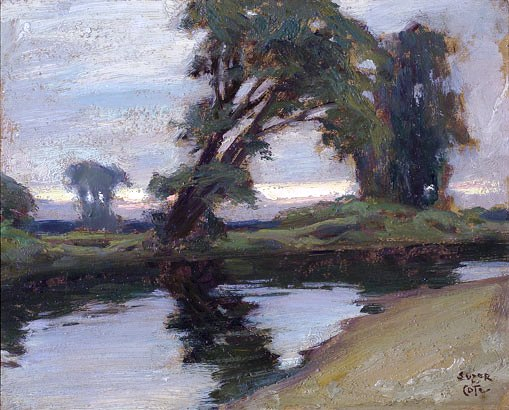
Peinture de Marc-Aurèle de Foy Suzor-Coté.

La rivière fut initialement baptisée rivière Du Pont par Samuel de Champlain en 1609 pour honoré son ami François Gravé, sieur du Pont. Elle a aussi porté le nom de rivière du Gast, en l'honneur de Pierre Dugua de Mons (général de la Nouvelle-France) et rivière Monet, en l'honneur de Pierre Monet, sieur de Moras. Quant à son nom actuel, elle le doit à l'explorateur Jean Nicolet. Elles porta aussi le nom des premiers seigneurs de Nicolet, soit Laubia et Cressé. Les Abénaquis la nomme Pithiganitekw, ce qui signifie « rivière de l'entrée », au fait qu'elle se jette près de l'émissaire du lac Saint-Pierre.
Le toponyme "rivière Nicolet" a été officialisé le 5 décembre 1968 à la Commission de toponymie du Québec.

## Géographie

### Hydrologie

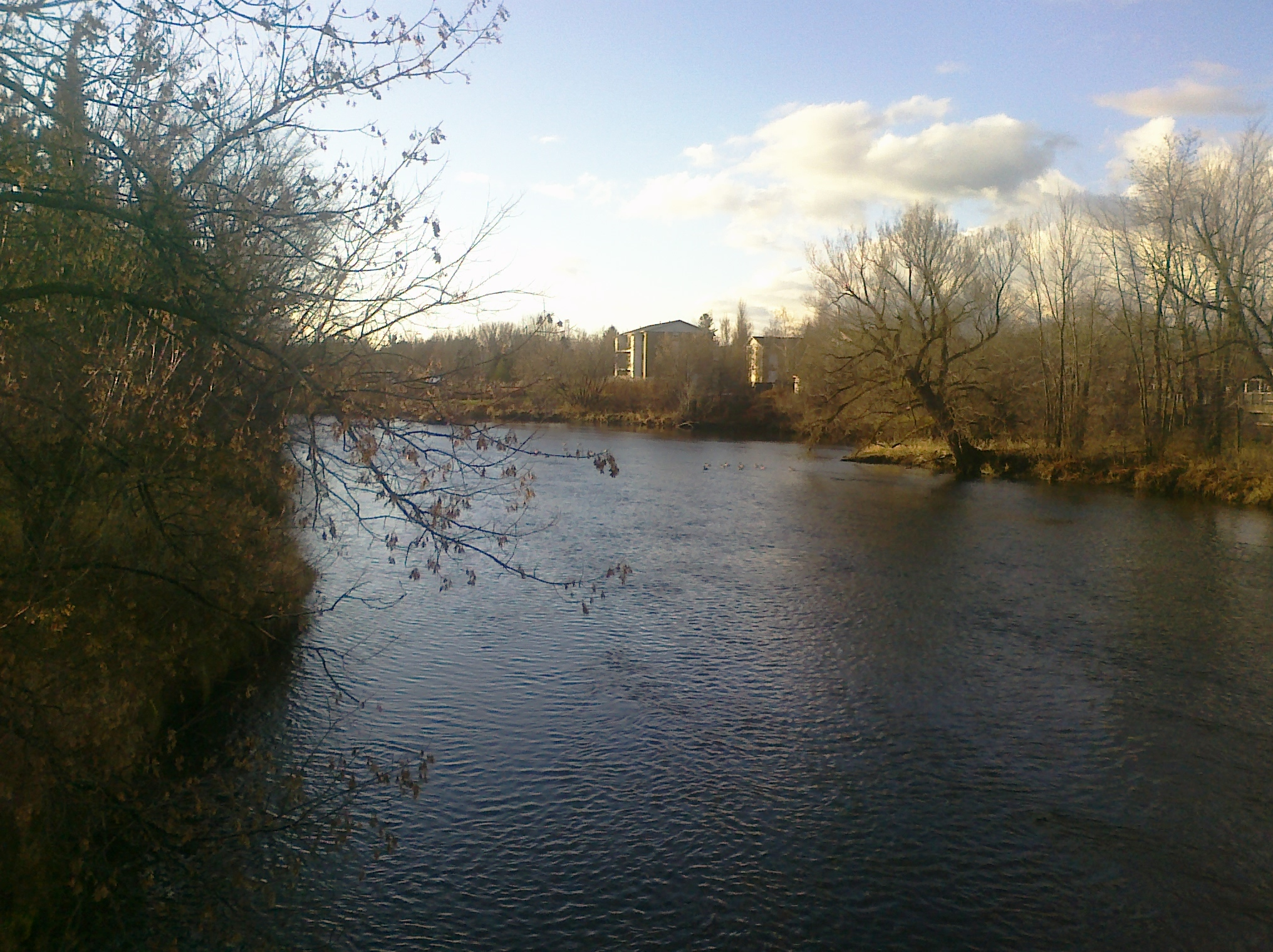
La rivière Nicolet Sud-Ouest, l'un des affluent de la Nicolet à Kingsey Falls

La rivière Nicolet commence son cours de 137 km à une altitude d'environ 350 m dans le lac Nicolet, à Saints-Martyrs-Canadiens. Elle coule ensuite en direction nord-ouest jusqu'à Nicolet où elle se jette dans le lac Saint-Pierre.
Son bassin hydrographique a une superficie de 3 380 km2. Son module est de 79 m3/s. Ses principaux affluents sont, d'amont à l'aval, les rivières des Vases, des Pins, des Rosiers, Bulstrode et Nicolet Sud-Ouest. Cette dernière, qui rejoint la Nicolet à 5 km, draine la moitié du bassin. Le bassin comprend 40 lacs, dont les plus importants sont le lac Nicolet (401 ha), les Trois Lacs (225 ha) et le réservoir Beaudet (88 ha).

### Géologie

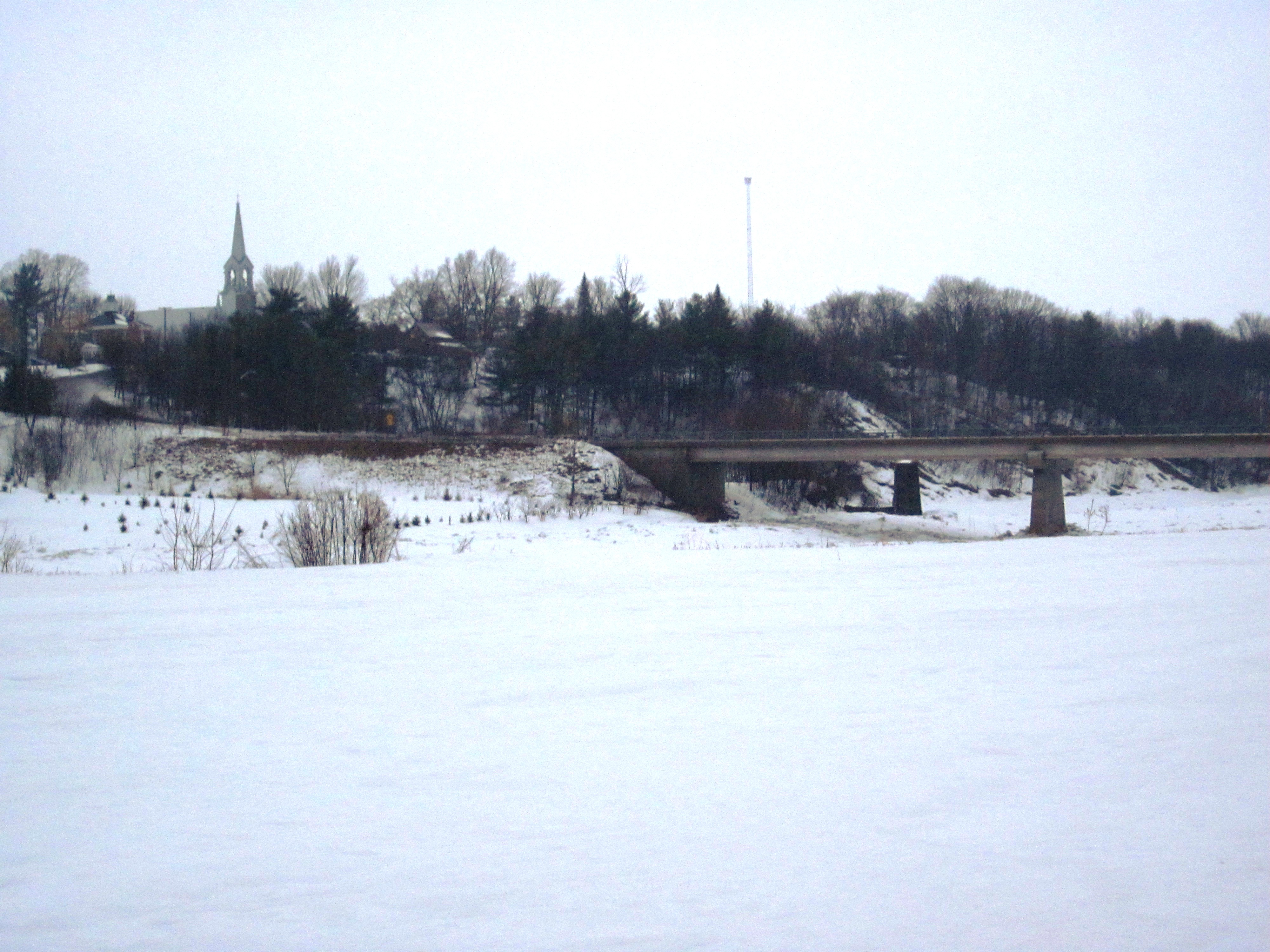
Rivière Nicolet à Sainte-Monique

La partie en amont de Saint-Léonard-d'Aston fait partie des Appalaches. Le sous-sol est composé de roches sédimentaires plissées et métamorphosées (schiste, ardoise et grès), de roches volcaniques (basalte) et de roches ultramafiques (Serpentine et amiante). Quant à la section en aval de Saint-Léonard-d'Aston elle est composée de roches sédimentaires (schiste, dolomie, calcaire, grès) en strates horizontales de la Basses-terres du Saint-Laurent.
Les dépôts meubles du Quaternaire des basses-terres du Saint-Laurent sont composées d'argile, de sable et de gravier provenant du retrait de la mer de Champlain et de tourbières. Le secteur des Appalaches est composé de tills provenant du retrait des glaciers et de dépôts fluvioglaciaire composées de sable et de gravier.

### Population
Le bassin était habité par 96 665 habitants en 2003. Le territoire est compris dans 37 municipalités. Les principales villes du bassin sont Victoriaville (39 799 habitants), Nicolet (7 963 habitants) et Val-des-Sources (6 627 habitants).

## Écologie

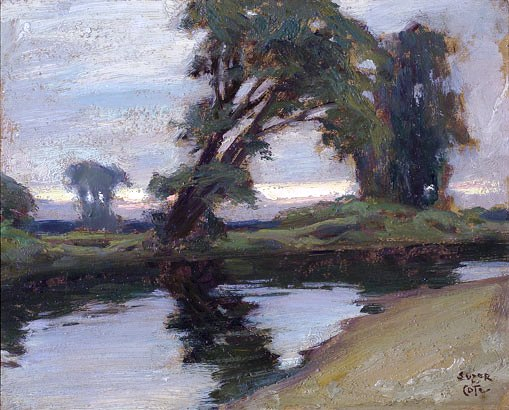
Peinture de Marc-Aurèle de Foy Suzor-Coté.

Environ 43 % du territoire du bassin versant est recouvert de forêt. Celle-ci est composée de 65 % de forêt de feuillus, 27 % de forêt mixte et de 8 % de forêt de conifères. 45,4 % du territoire est dominé par l'agriculture.
Les principales espèces de poissons d'intérêt pour la pêche sportive sont, dans sa partie amont, l'omble de fontaine (Salvelinus fontinalis), la truite brune (Salmo trutta) et la truite arc-en-ciel (Oncorhynchus mykiss). Alors que dans sa partie aval, on retrouve principalement l'achigan.
En 1875, la rivière Nicolet était reconnue comme l'un des cours d'eau les plus notés pour le saumon , où il pesait en moyenne de 18 à 24 livres. Sa présence historique pourrait inspirer des actions similaires à certains projet européens de restauration (exemple : Projet Meuse Saumon 2000).

### Qualité d'eau
La partie aval de la rivière présente une eau de qualité douteuse.